# Казариј Тамбуре
Казариј Тамбуре (фр. Cazaril-Tambourès) насеље је и општина у јужној Француској у региону Миди Пирене, у департману Горња Гарона која припада префектури Сен Годан.
По подацима из 2011. године у општини је живело 78 становника, а густина насељености је износила 11,26 становника/km². Општина се простире на површини од 6,93 km². Налази се на средњој надморској висини од 430 метара (максималној 525 m, а минималној 378 m).

## Демографија
| 1962. | 1968. | 1975. | 1982. | 1990. | 1999. | 2011. |
| ----- | ----- | ----- | ----- | ----- | ----- | ----- |
| 130   | 130   | 98    | 114   | 104   | 99    | 78    |

График промене броја становника у току последњих година